# Staurotypus salvinii
Espèce
Synonymes
- Staurotypus marmoratus Fischer, 1872
- Claudius severus Cope, 1872

Statut de conservation UICN

 NT  : Quasi menacé
Staurotypus salvinii est une espèce de tortues de la famille des Kinosternidae.

## Répartition
Cette espèce se rencontre :
- au Mexique dans les États du Chiapas et d'Oaxaca ;
- au Guatemala ;
- au Salvador.

## Étymologie
Cette espèce est nommée en l'honneur d'Osbert Salvin (1835–1898).

## Publication originale
- Gray, 1864 : Description of a new species of Staurotypus (S. salvinii) from Guatemala. Proceedings of the Zoological Society of London, vol. 1864, p. 127–128 (texte intégral).